# Вотсон (Илиноис)
Вотсон (енгл. Watson) град је у америчкој савезној држави Илиноис.

## Демографија
По попису из 2010. године број становника је 754, што је 25 (3,4%) становника више него 2000. године.
| Група             | 2000.       | 2010.       |
| Белци             | 715 (98,1%) | 737 (97,7%) |
| Афроамериканци    | 0 (0,0%)    | 2 (0,3%)    |
| Азијати           | 1 (0,1%)    | 1 (0,1%)    |
| Хиспаноамериканци | 8 (1,1%)    | 6 (0,8%)    |
| Укупно            | 729         | 754         |